# Brug 352
Brug 352 is een vaste brug in Amsterdam-Oost.
Ze verbindt de Panamalaan met de Cruquiusweg en ligt boven de noordelijke sluisdeuren van de Nieuwe Entrepotdokschutsluis. Even ten noorden van de brug en sluis hangt brug 445 boven het water. De brug 352 is sinds 18 maart 2014 een gemeentelijk monument. In de onmiddellijke omgeving van de brug staat Cruquiusweg 3, eveneens een gemeentelijk monument. Amsterdam bouwde hier eind 19e eeuw het stadsabattoir en de veemarkt, waarvan tal van gebouwen nog overeind staan in originele vorm.

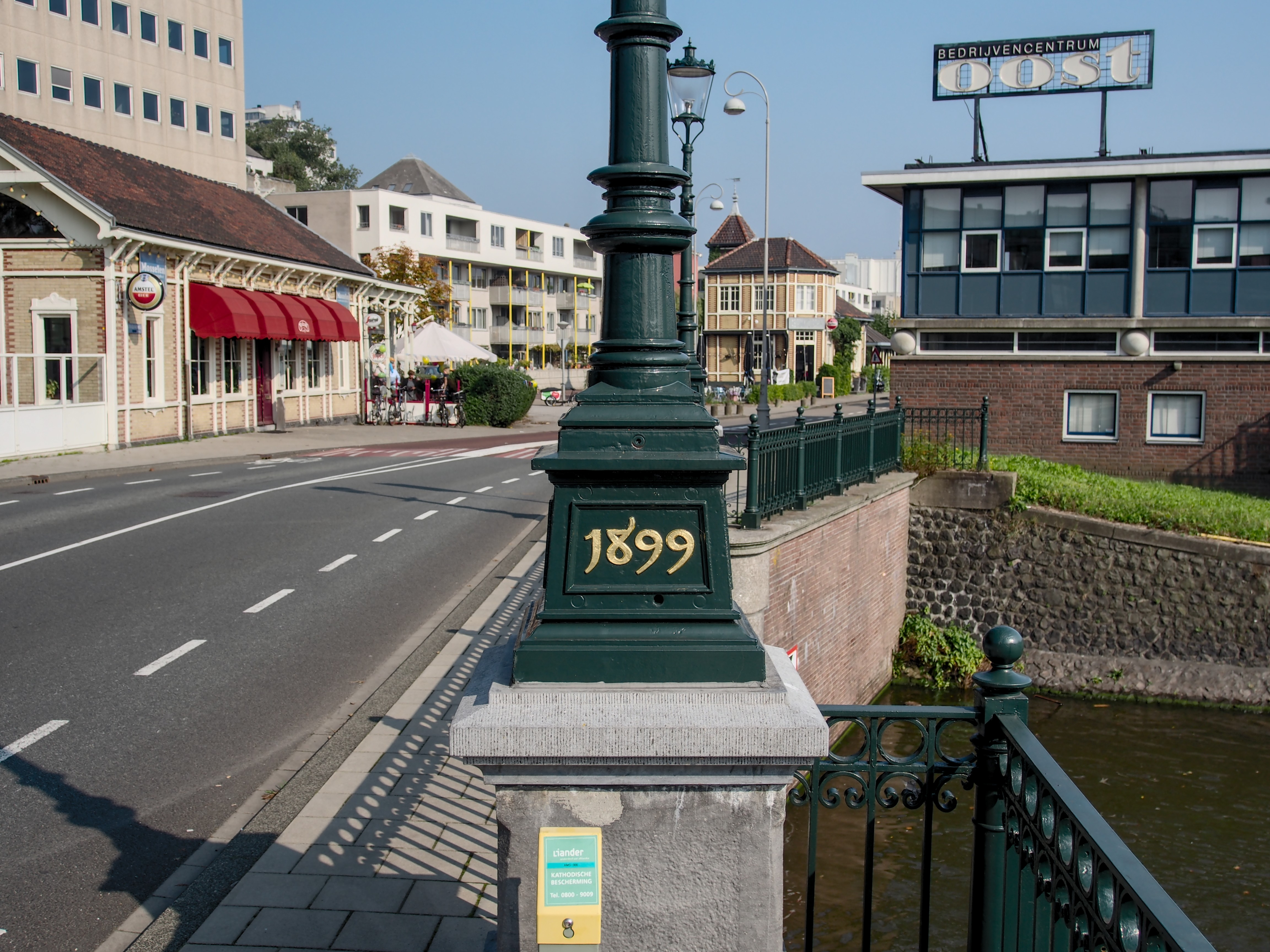
Jaartal op brug

Zowel brug 352 als de onderliggende sluis dateren uit 1899. Toen werd het korte kanaal gegraven tussen de Entrepothaven (toen Nieuwe Entrepotdok) en de Nieuwe vaart. Tegelijkertijd verrezen eerder genoemde gebouwen. De gebouwen met vakwerk werden ontworpen door Hendrik Leguyt. De ontwerper van de brug is niet bekend. De Dienst der Publieke Werken werkte als een collectief en de stadarchitect van dienst Willem Springer was toen al oud (84 jaar). Vermoedelijk is zijn opvolger Leguyt ook de ontwerper van deze brug, maar zeker is dat vooralsnog niet. De brug laat een kruising zien tussen een (toen) moderne liggebrug met oude elementen, zoals de 19e-eeuwse lantaarns en balustraden. Beide zijn weer een mengeling van giet- en smeedijzer, in dit geval geleverd door F. Rincker aan de Stadhouderskade, gevestigd op de plaats waar tegenwoordig het Park Hotel Amsterdam staat. De brug had in het begin een wegdek van kinderhoofdjes, later werd zij natuurlijk beklinkerd en geasfalteerd. Het jaartal van bouwen is opgenomen in een van de lantaarns.
In 2012 werd de brug gecontroleerd waarbij het stadsdeel Oost tot de conclusie kwam dat het brugdek versleten was. De werkzaamheden behelsden plaatsen van een noodbrug, verplaatsen kabels en leidingen, slopen van het oude brugdek, aanbrengen van een nieuw brugdek met oude leuningen en versieringen (o.a. vier lantaarns), leggen van kabels en leidingen aan en verwijderen van de noodbrug. Op 17 november 2014 werd de brug na tien maanden werk heropend. De brug was vanaf toen weer geschikt voor zwaar verkeer.
Tot april 2016 stond de brug bekend als Cruquiusbrug dan wel Jaap Hannesbrug/Jaap Hannisbrug. Dat laatste was een verwijzing naar de vroegere buurtschap en bolwerk Jaap Hannes/Jaep Hannes, dat rond 1788 instortte. In genoemd maand werden alle officieuze benamingen van bruggen door de gemeente als vervallen verklaard. Sindsdien gaat de brug zonder vernoeming door het leven.
<<< · 300 · 301 · 302 · 303 · 304 · 305 · 306 · 307 · 308 · 309 · 310 · 311 · 312 · 313 · 314 · 315 · 316 · 317 · 318 · 320 · 321 · 322 · 323 · 324 · 325 · 327 · 328 · 330 · 331 · 332 · 333 · 334 · 335 · 336 · 337 · 338 · 339 · 340 · 341 · 342 · 343 · 344 · 345 · 346 · 347 · 348 · 349 · 350 · 351 · 352 · 353 · 354 · 355 · 356 · 357 · 358 · 359 · 360 · 361 · 362 · 363 · 364 · 365 · 366 · 367 · 368 · 371 · 372 · 373 · 374 · 375 · 376 · 377 · 378 · 379 · 380 · 381 · 382 · 383 · 385 · 386 · 387 · 388 · 389 · 390 · 391 · 392 · 393 · 394 · 395 · 396 · 397 · 398 · 399 · >>>
Brugnummers 319, 326, 329 (tijdelijke duiker in de Ringspoordijk), 369, 370, 384 zijn niet (meer) vergeven.